# Couverture de magazine

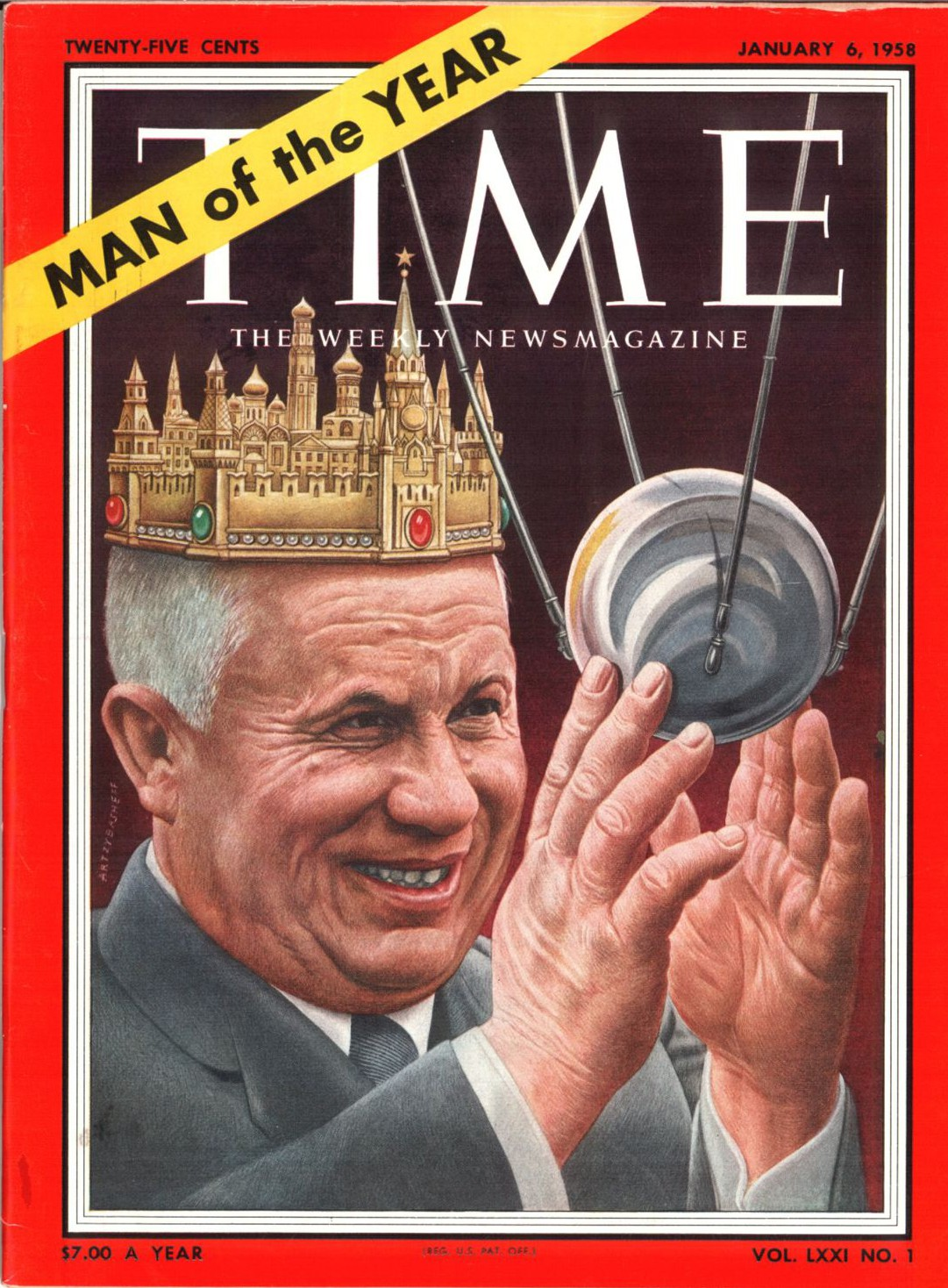
Couverture du magazine Time de 1958 avec Nikita Khrouchtchev.

La couverture de magazine est un élément visuel qui permet d'identifier et de faire vendre le magazine. Elle est constituée généralement du titre ou du logo du périodique, ainsi que d'une illustration (photo ou réalisation graphique) et de textes communiquant sur le sommaire et les principaux sujets du numéro. Jusqu'au milieu du XIXe siècle, le magazine par son aspect ne se différencie pas de la presse quotidienne. Dans les années 1840 apparaissent les premiers magazine arborant à la une, un visuel illustré. La couverture va profiter des avancées techniques de l’impression. À l'origine, les couvertures sont gravées ou lithographiées, pour ensuite bénéficier de la photogravure qui permet l'impression de photographies, d'abord en noir et blanc et ensuite en couleur et depuis la fin du XXe siècle, de l'infographie et de la PAO. La plupart des magazines se singularisent par l'originalité de leurs couvertures, comme Time, Vogue, Paris Match, Stern ou National Geographic.

## Éléments constitutifs
La couverture de magazine est généralement constituée de plusieurs éléments graphiques, et en premier lieu du nom du magazine. Celui-ci adopte une typographie qui le rend reconnaissable par le lecteur (Time Magazine par exemple) ou prend la forme d'un logotype (Stern et son étoile blanche sur fond rouge). Il est généralement situé en haut de page au centre ou selon le sens de lecture à gauche ou à droite, détouré ou dans un encadré. Il peut être accompagné d'un sous-titre qui indique la ligne éditoriale du magazine, ou sa spécialisation. Dessous ou en arrière plan vient l'image, qui peut être une photographie ou une illustration. S'ajoutent les principaux titres des articles qui sont contenus dans le numéro, quelquefois une seule accroche suffit à faire la une selon l'importance du sujet.

## Types de couvertures
Il existe cinq types différents de couvertures :
- Type 1: la couverture-affiche qui montre seulement une image en pleine page et le titre du magazine sans autre texte de complément, à part les mentions du prix et de la date ;
- Type 2: « un sujet, une image », qui montre une couverture, dont le sujet principal figuré par l'image est explicité par un court titre, les couvertures de Life sont représentatives de ce modèle ;
- Type 3: « plusieurs sujets, une image » qui est le format généralement utilisé par la presse magazine et en particulier la presse féminine, qui figure une couverture dont l'image est accompagnée de plusieurs textes sur les différents sujets abordés par le numéro ;
- Type 4: « plusieurs sujets, plusieurs images », où la couverture présente plusieurs images et leurs textes d’accompagnement, fréquemment rencontrée dans la presse tabloid ;
- Type 5: la couverture entièrement typographique, dont le visuel figure, en dehors du titre, un texte d'accroche sans image.

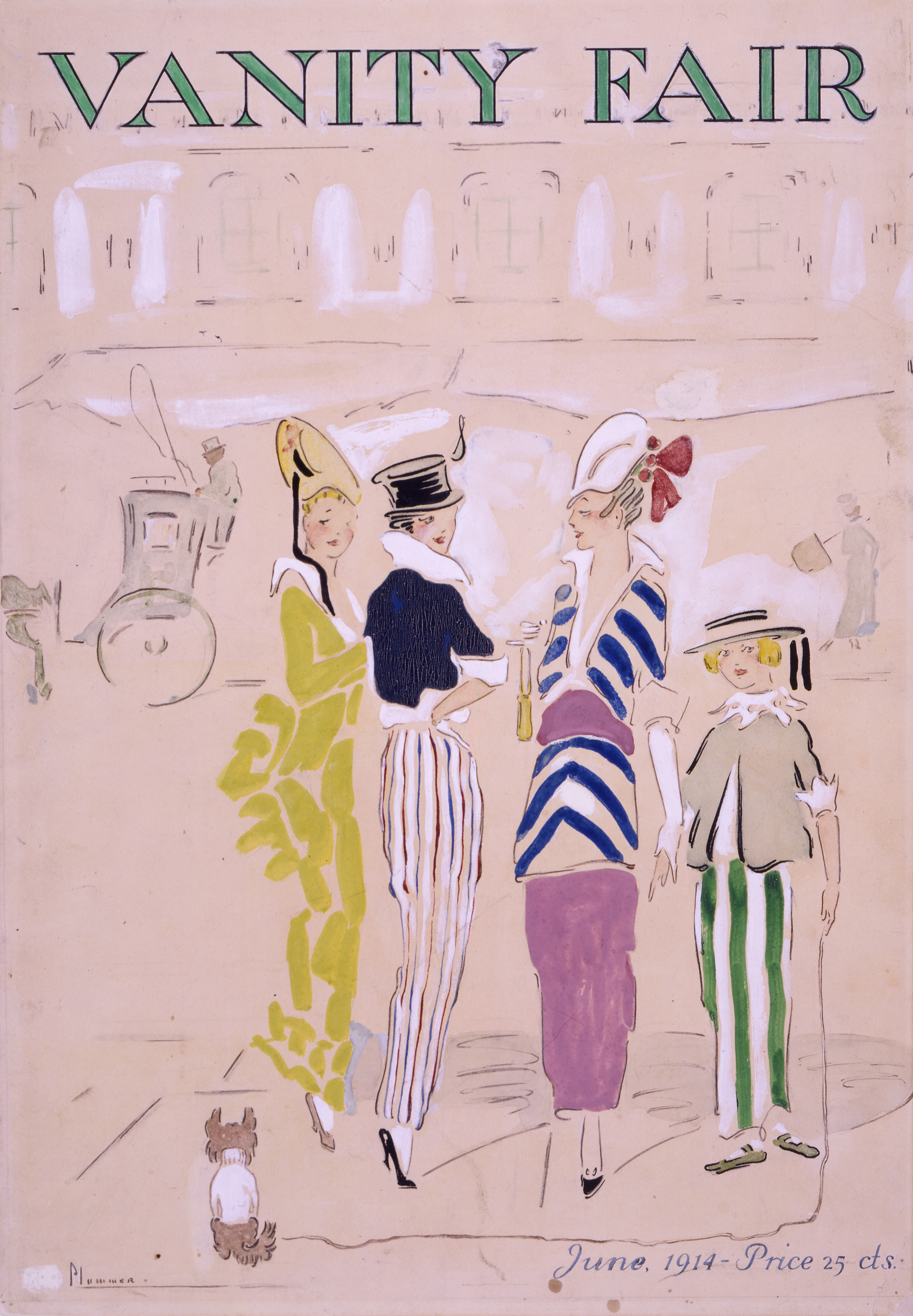
Exemple de couverture de type 1.
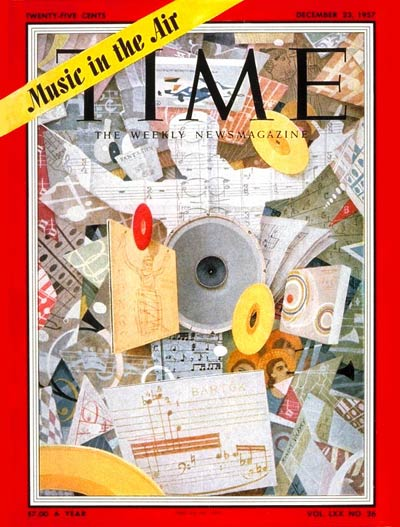
Exemple de couverture de type 2.
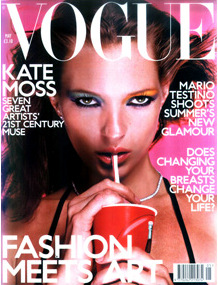
Exemple de couverture de type 3.
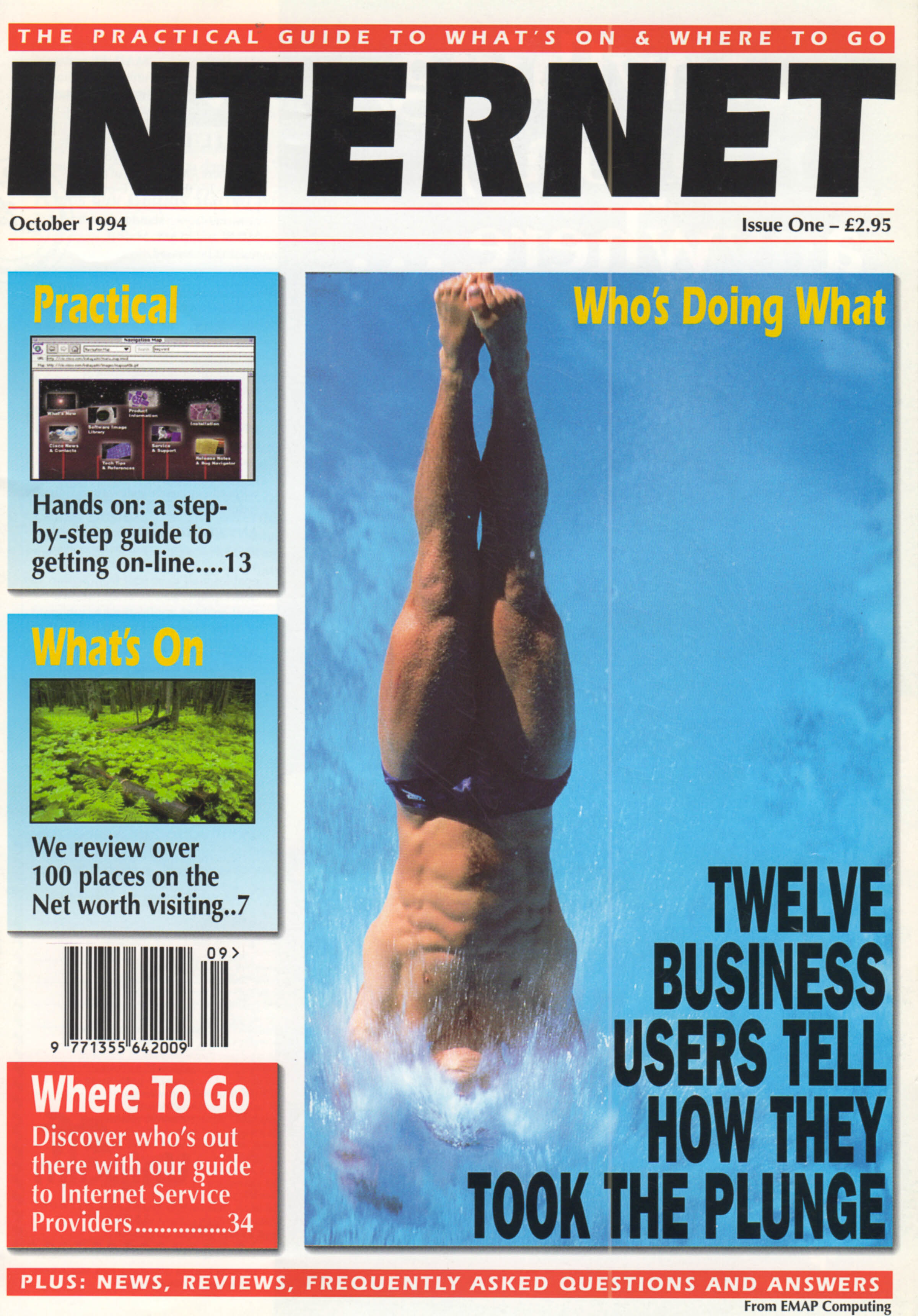
Exemple de couverture de type 4.
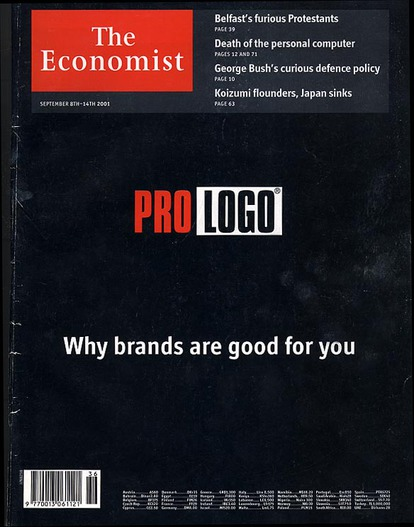
Exemple de couverture de type 5.

## Histoire

### Origines
Apparue en 1785, la presse magazine se développe en 1840, lors de la disparition du droit de timbre, taxe élevée qui limitait le tirage de ces périodiques. Parmi les précurseurs, le Blackwood's Magazine fondé en 1817, présentait en couverture de chaque numéro invariablement le même portrait de George Buchanan. Le journaliste Herbert Ingram (en) fonde en 1842 The Illustrated London News premier magazine illustré, dont le succès amène la presse européenne et américaine à s'en inspirer, dont la France avec L'Illustration, l’Allemagne avec Illustrirte Zeitung ou les États-Unis avec le Harper's Weekly. La lithographie permet le développement de la presse illustrée, et l'impression de dessin en couleurs en couverture, dans les années 1890. La technique est remplacée au siècle suivant par le procédé offset venu des États-Unis. Vers les années 1850-1860 la presse magazine se popularise, liée au relâchement du contrôle de la presse, et à la baisse des couts de productions, permettant des tirages de plus en plus importants. En France, Moïse Polydore Millaud fonde Le Petit Journal en 1863, dont le supplément illustré est le premier hebdomadaire à présenter une couverture en couleur en 1885, et à atteindre le million d'exemplaires.

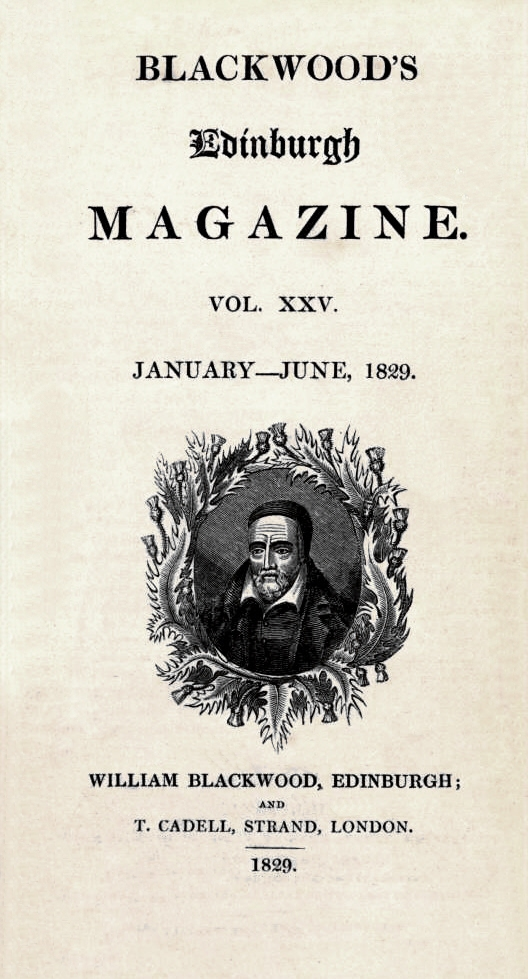
Couverture du Blackwood's Magazine de 1829.
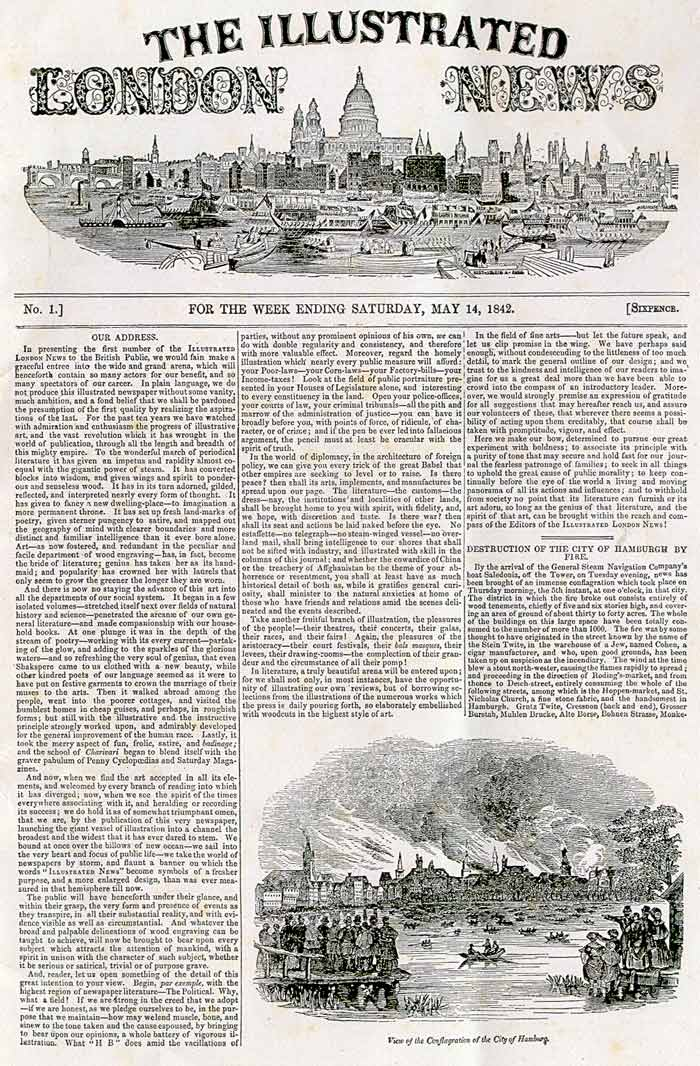
Premier numéro de l’Illustrated London News
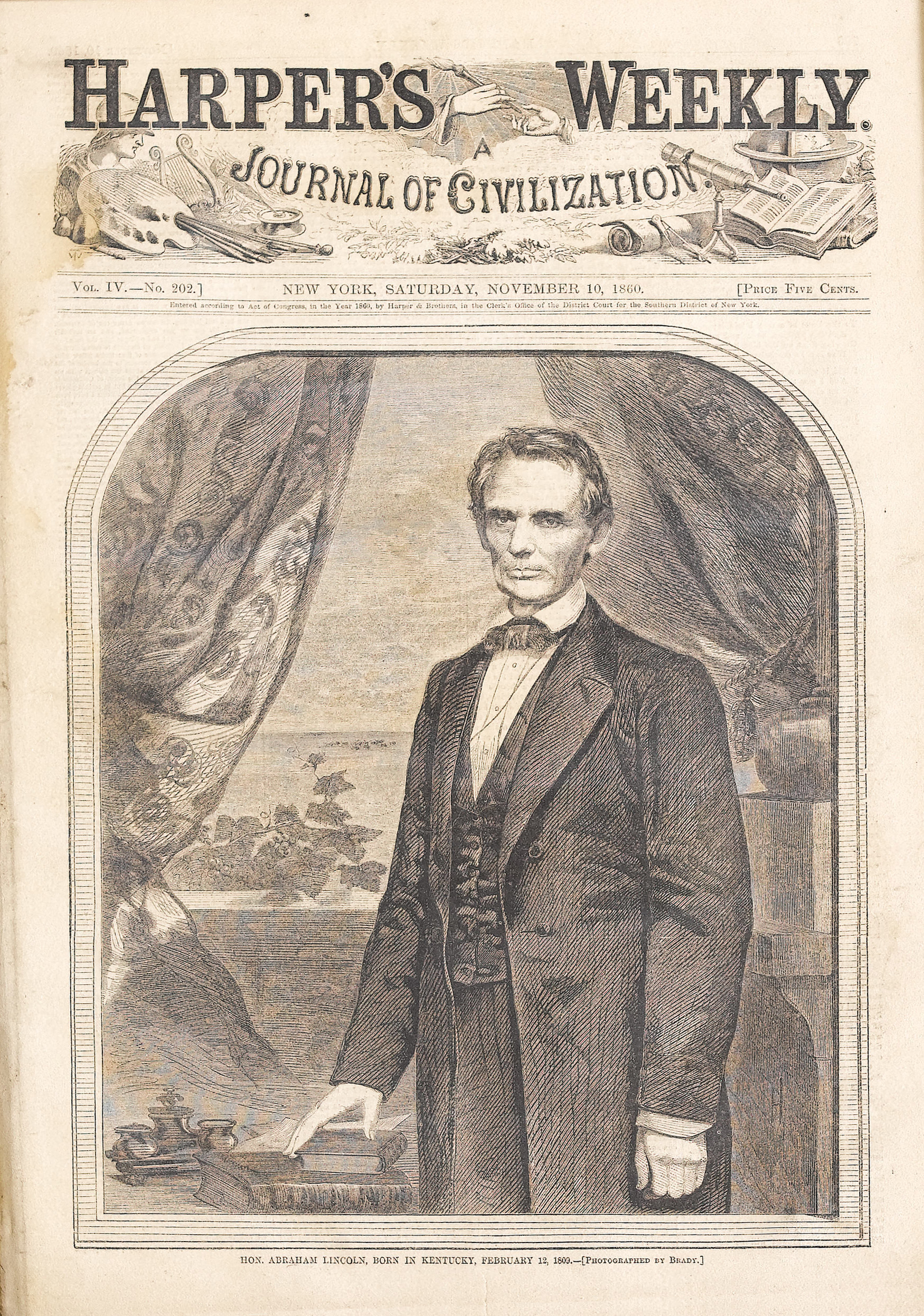
Couverture du Harper's Weekly du 10 novembre 1860 avec un portrait du président Lincoln.
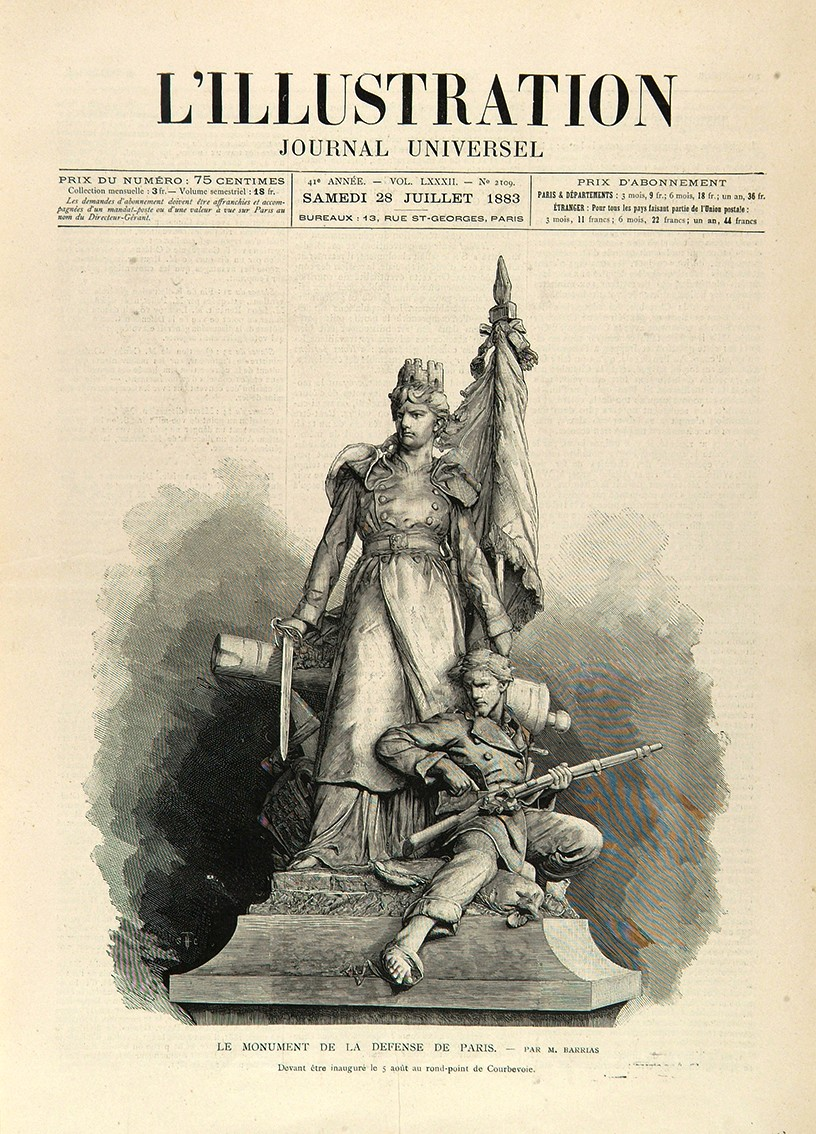
Couverture de L'Illustration du 28 juillet 1883.
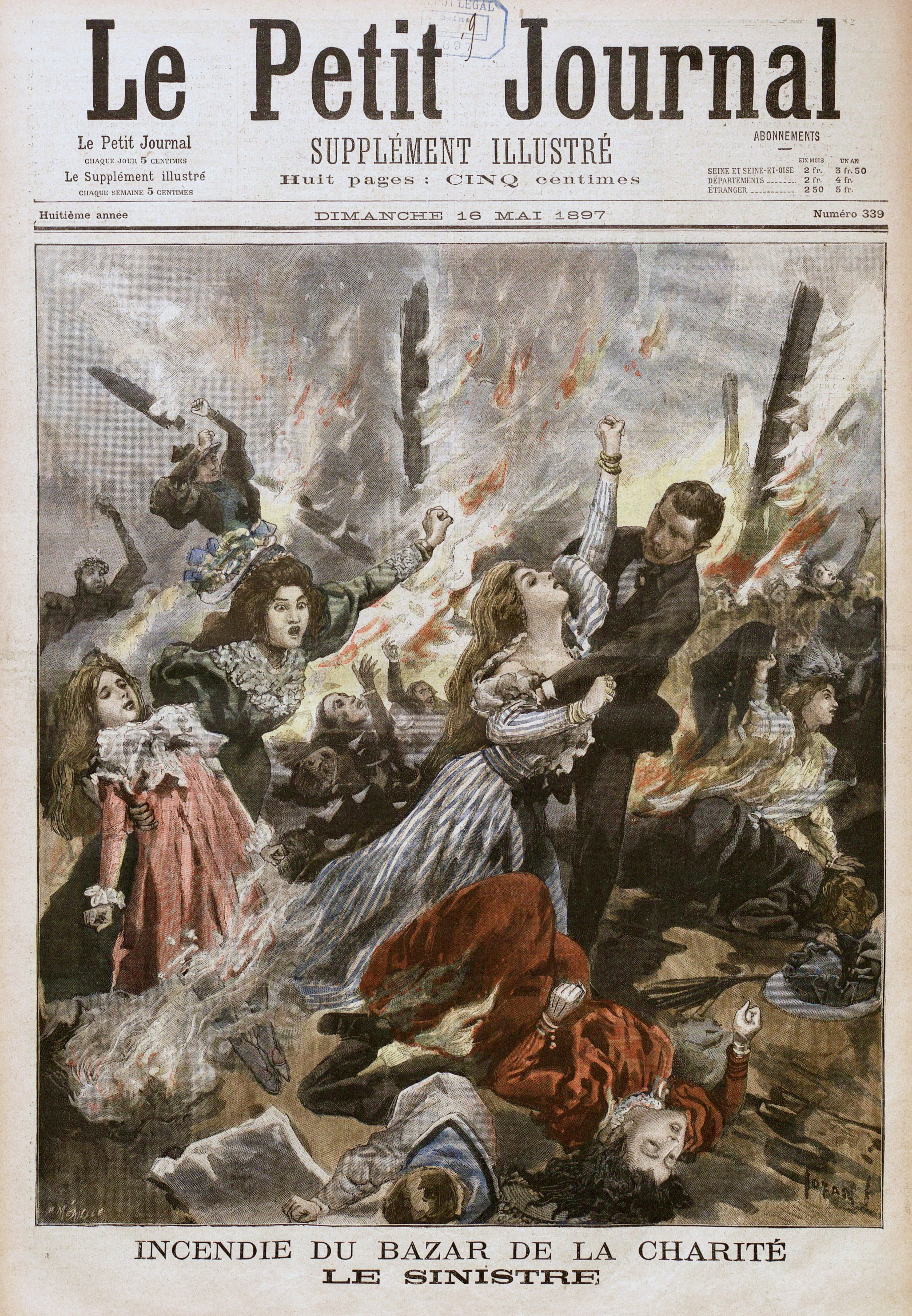
Couverture du Petit Journal Illustré, l'incendie du Bazar de la Charité 16 mai 1897.

### L'age d'or de la couverture illustrée
À partir des années 1890 et jusque dans les années 1930, la diversification de la presse magazine voit la parution de magazines spécialisés notamment les magazines de mode, la presse masculine et les magazines satiriques. Ces nouveaux magazines font appel pour illustrer leurs couvertures à des artistes, illustrateurs et caricaturistes. Théophile Alexandre Steinlen, ou Caran d'Ache illustrent les magazines satirique comme Le Charivari ou L'Assiette au beurre, les affichistes Henri de Toulouse-Lautrec ou Alphonse Mucha font des couvertures pour des revues spécialisées dans l'actualité artistique comme L'Estampe moderne ou Cocorico qui popularisent le mouvement de l'Art nouveau; en Allemagne la revue Jugend lance le mouvement Jugendstil.
Aux États-Unis de 1900 à 1930, la presse magazine est marquée par les couvertures du Saturday Evening Post le plus ancien magazine publié dans le pays. Les couvertures illustrées par Norman Rockwell furent les plus populaires, l'illustrateur ayant produit pour ce magazine 317 couvertures de 1916 à 1963. Avant lui, Joseph Christian Leyendecker, fut aussi l'autre figure marquante de la revue. Entre 1880 et 1930, Life fait aussi appel aux illustrateurs les plus en vue du début du siècle : James Montgomery Flagg, Charles Dana Gibson ou Coles Phillips (en), sont les principaux auteurs des couvertures de la revue, avant que celle-ci ne change radicalement de ligne éditoriale pour devenir un magazine entièrement photographique en 1936.

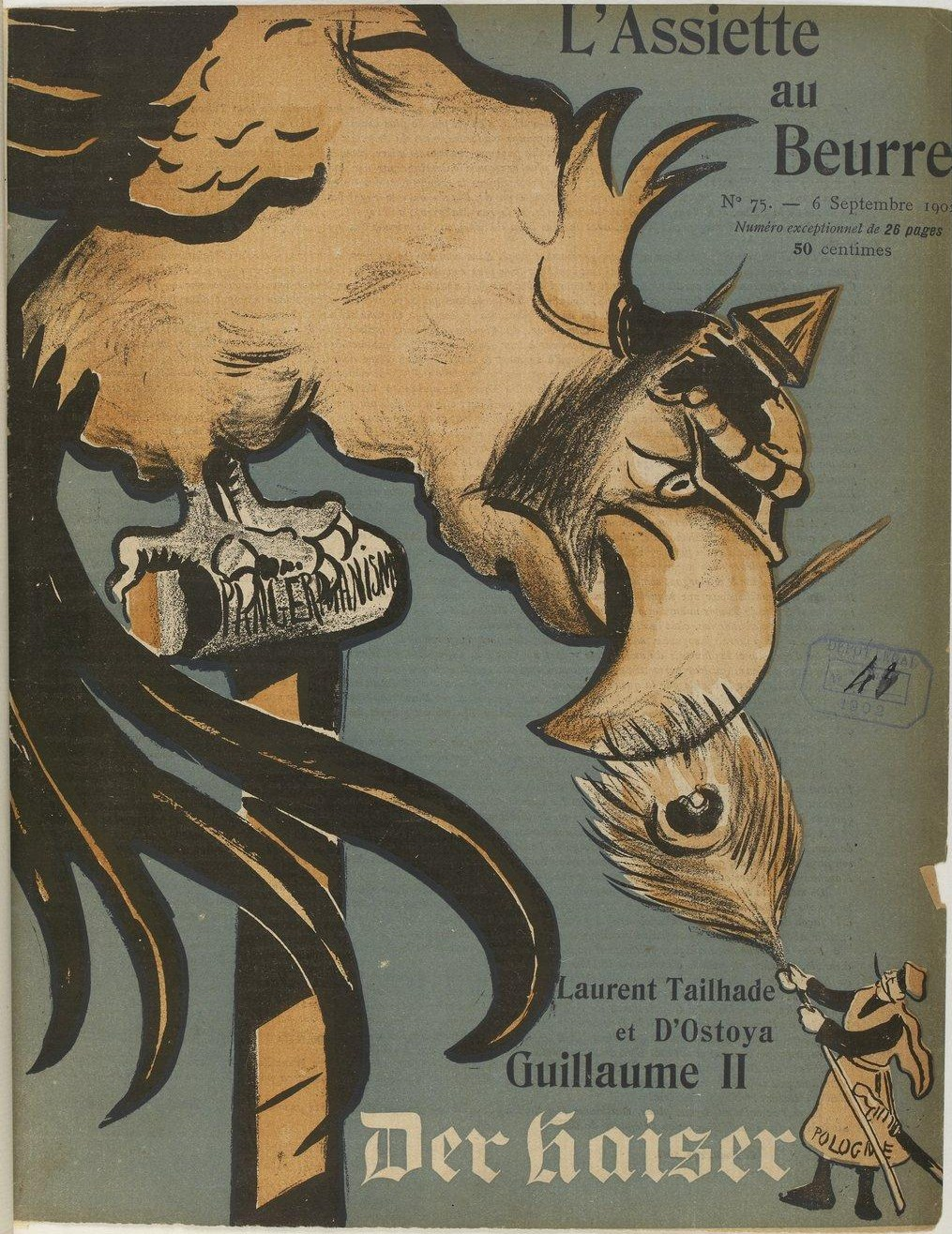
Couverture de L'Assiette au beurre de 1902.
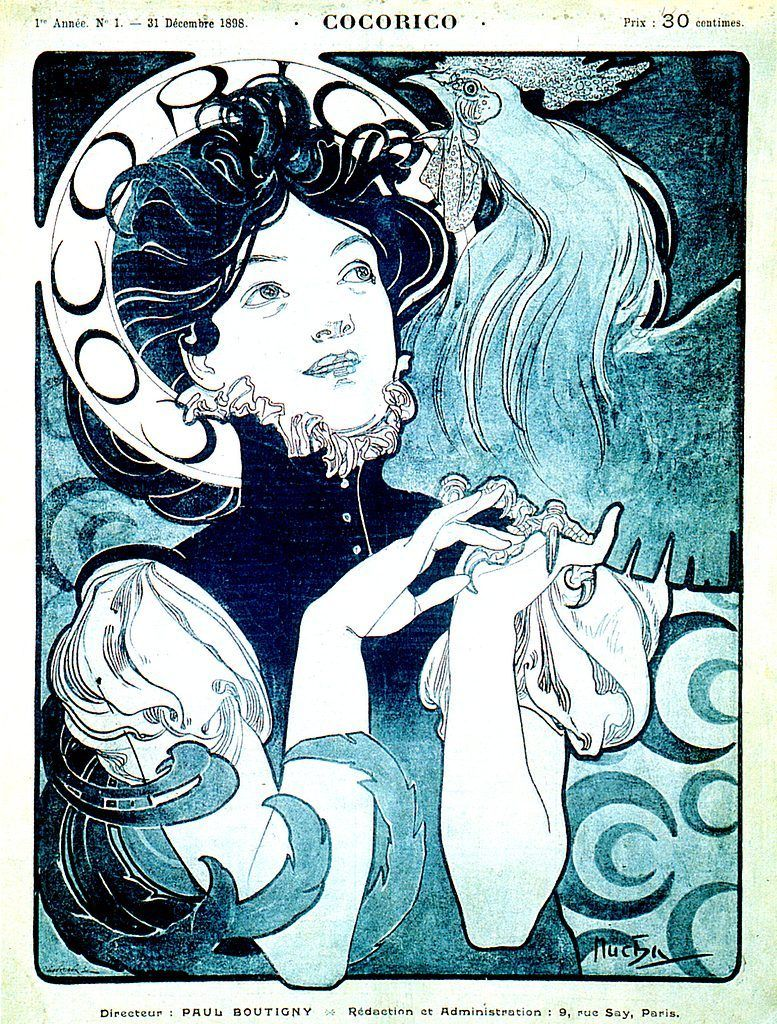
Premier numéro de Cocorico illustré par Mucha.
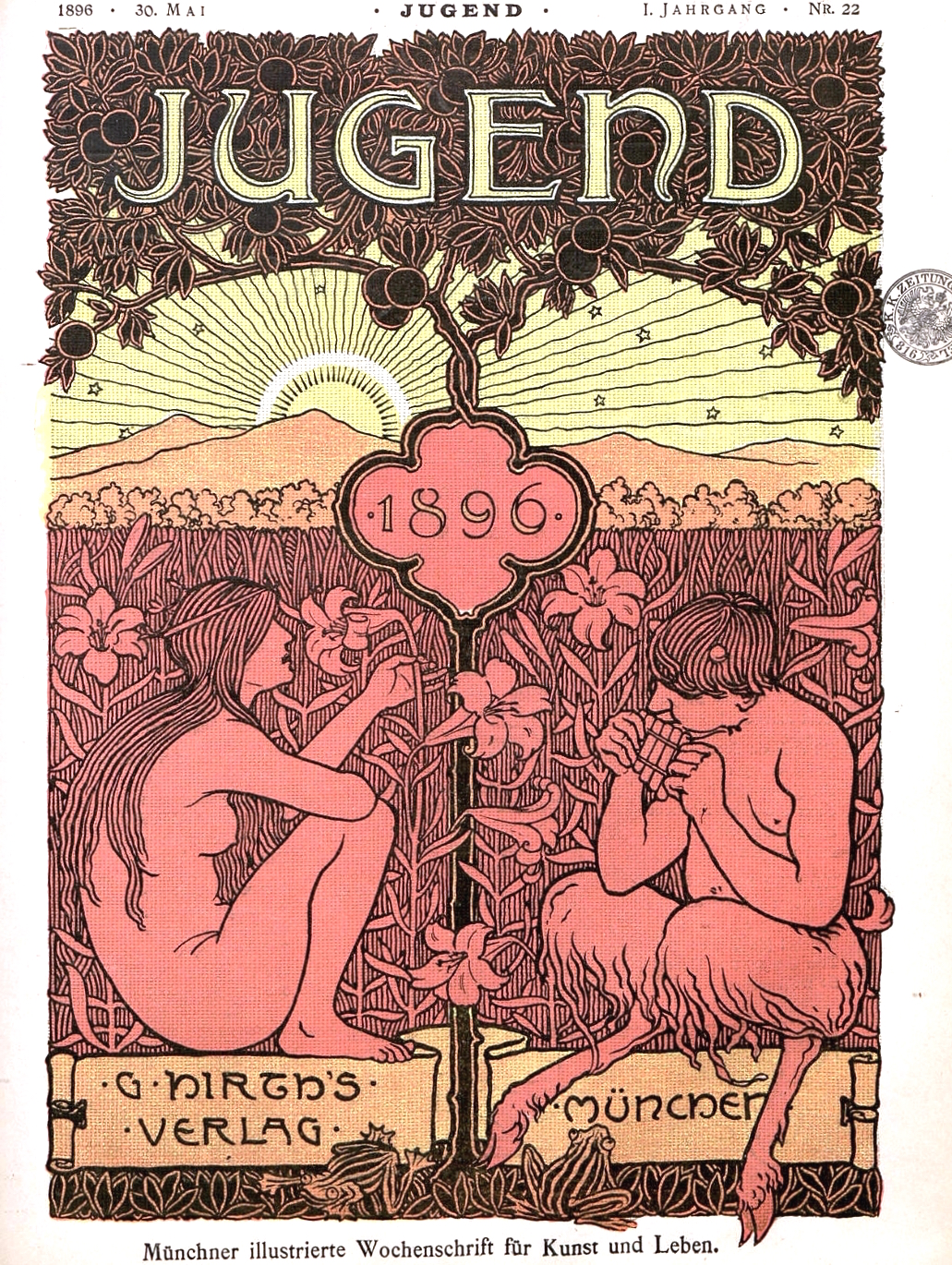
Couverture de Jugend de 1896.
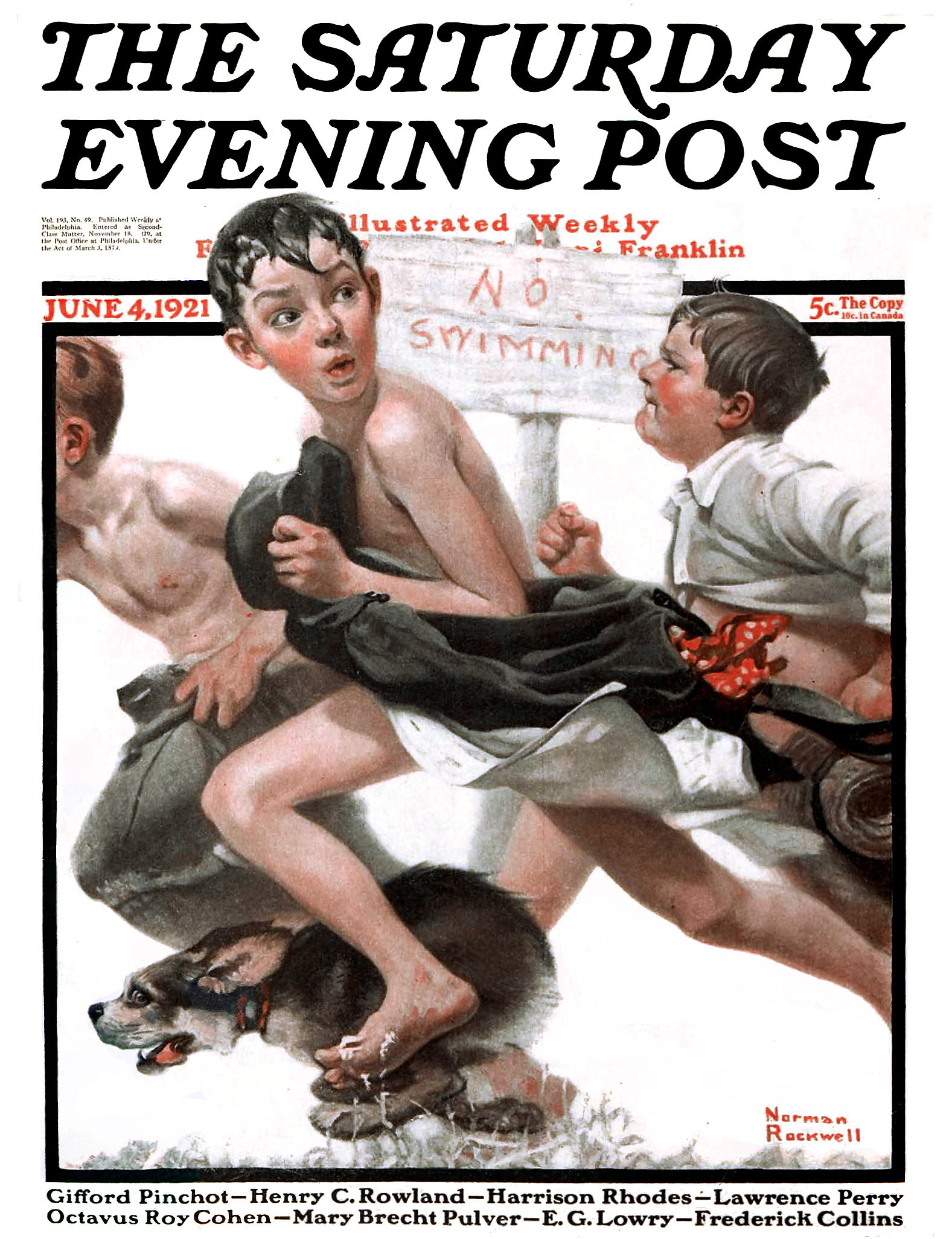
Couverture par Norman Rockwell du Saturday Evening Post du 4 juin 1921.
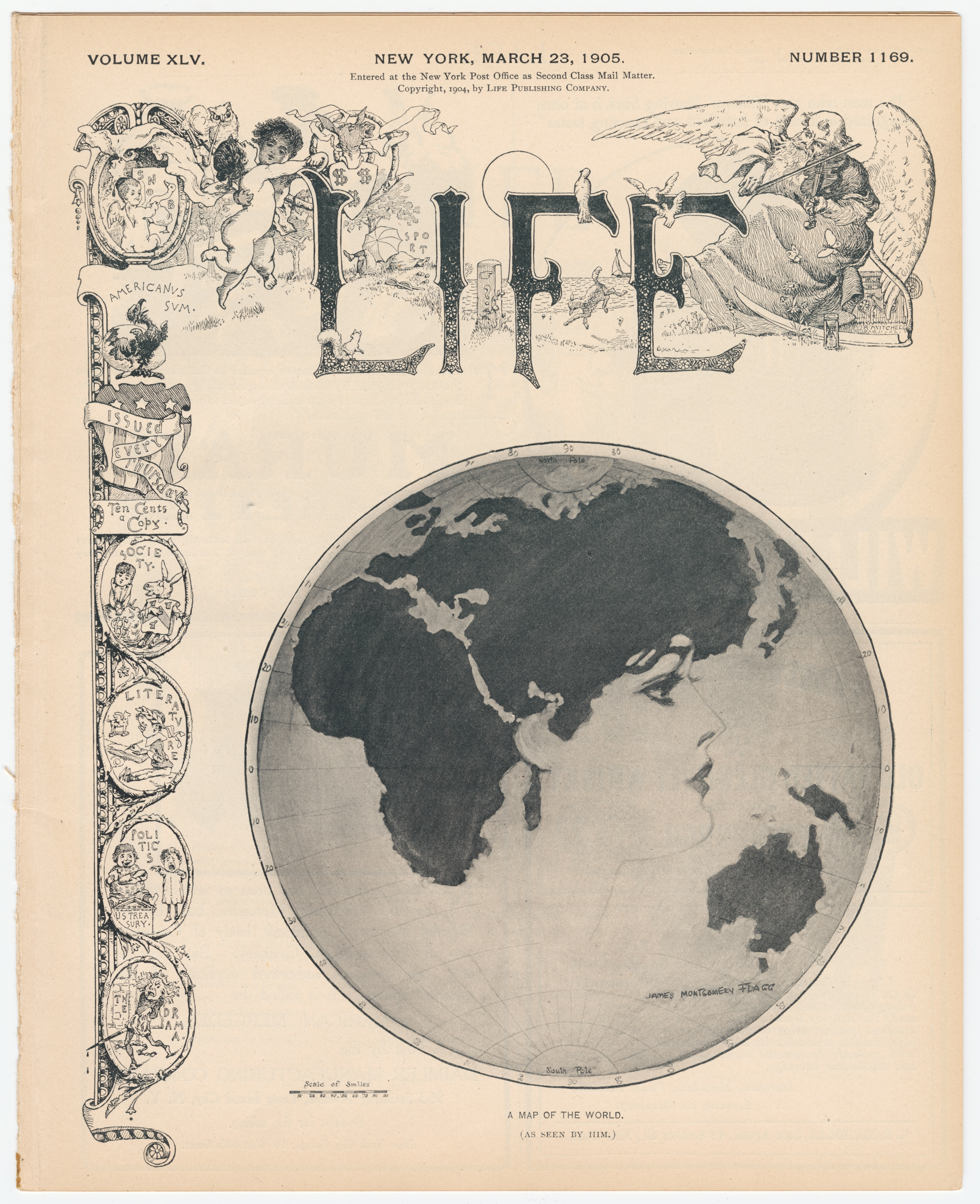
Couverture de Life, par James Montgomery Flagg.